# Machtergreifung

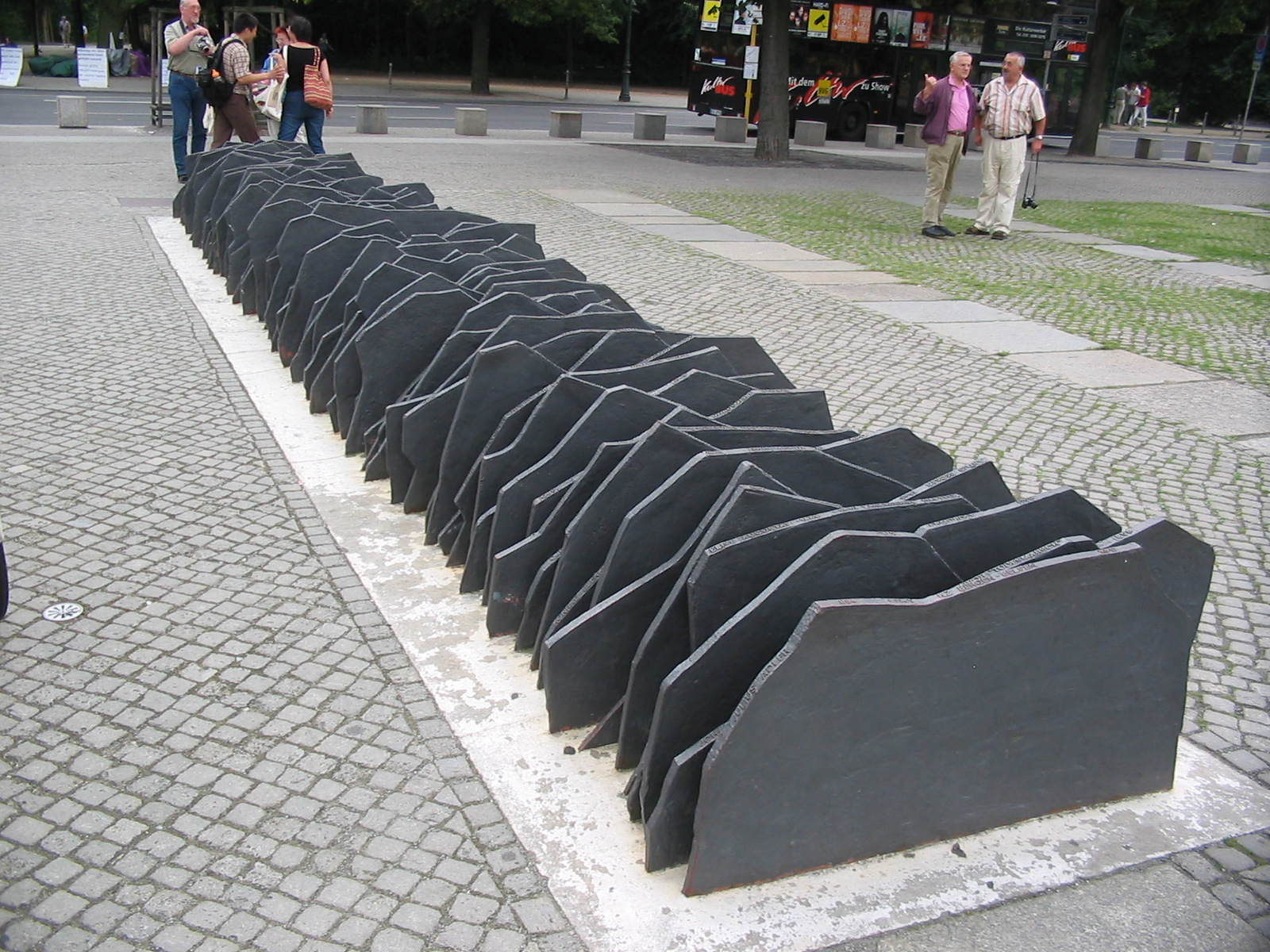
96 placas de pizarra, una por cada miembro del Reichstag de la República de Weimar asesinados por los nazis después de que llegaran al poder en 1933.

Machtergreifung, Machtübernahme o Machtübergabe (traducido como "toma del poder", "adquisición de poder" o "transferencia de poder", dependiendo de la ideología de los historiadores) es el término utilizado para denominar la toma del poder gubernamental en Alemania por el partido nacionalsocialista y sus aliados nacionalistas y conservadores, y la posterior conversión de la democracia existente de la República de Weimar a la dictadura nazi o Tercer Reich de Adolf Hitler en 1933.

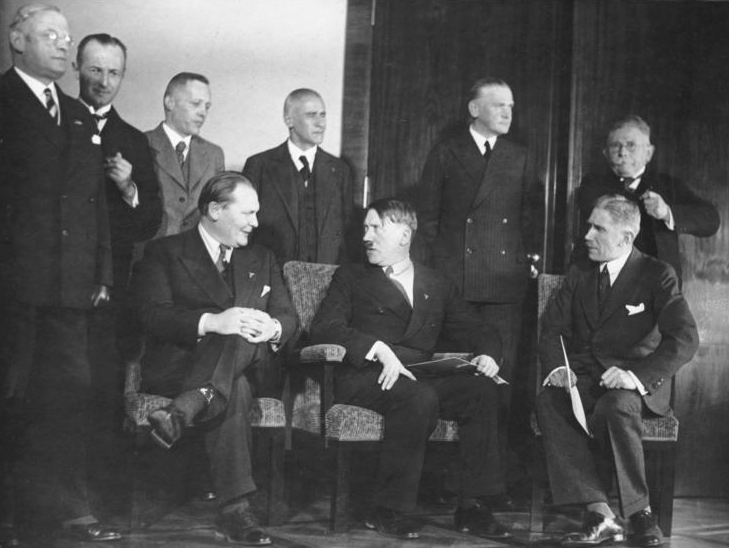
El Gabinete Hitler, el 30 de enero de 1933 en la Cancillería del Reich

El ascenso de Hitler al gobierno ocurrió formalmente el 30 de enero de 1933 cuando en esa fecha un gabinete conservador asumió el poder en Alemania. Este gabinete estaba presidido por el propio Adolf Hitler como jefe de gobierno, y solo contaba con dos ministros pertenecientes al Partido Nazi: Wilhelm Frick y Hermann Göring, mientras los demás integrantes del gabinete pertenecían a una coalición derechista convocada por el político Franz von Papen, quien planeaba desplazar del poder al general retirado Kurt von Schleicher. Al ser evidentes las intrigas de Papen para que Hitler fuese designado canciller por el mariscal Paul von Hindenburg (presidente de la República de Weimar), Schleicher prefirió también que Hitler fuese designado para la jefatura del gobierno para impedir que esta cayese en manos de Papen. 
Si bien Papen (y, en menor grado, Schleicher) consideraba posible que el Partido de Centro y los políticos moderados pudieran controlar la violencia nazi, el principal elemento de cálculo era el prestigio del presidente Hindenburg. Ante ello, Papen creyó posible "dominar" a Hitler aprovechando que bajo la República de Weimar el canciller estaba obligado a tomar decisiones con acuerdo del gabinete, menospreciando la posibilidad que los nazis recurrieran a la violencia para instaurar leyes de emergencia tras el Incendio del Reichstag y que en pocos meses anularan la influencia de los centristas de Papen.